# Жешовска епархия
Жешовската епархия (на полски: Diecezja rzeszowska; на латински: Dioecesis Rzeszoviensis) е административно-териториална единица на католическата църква в Полша, западен обред. Суфраганна епископия на Пшемишълската митрополия. Установена е на 25 март 1992 година с булата „Totus Tuus Poloniae Populus“ на папа Йоан-Павел II. Заема площ от 6 000 км2 и има 596 748 верни. Седалище на епископа е град Жешов.

## Деканати
В състава на епархията влизат двадесет и пет деканата.
| - Деканат „Беч“ - Деканат „Бжостек“ - Деканат „Богухвала“ - Деканат „Вельополе Скшинске“ - Деканат „Глогув Малополски“ - Деканат „Горлице“ - Деканат „Дембовец“ - Деканат „Жешов – Всхуд“ - Деканат „Жешов – Захуд“ | - Деканат „Жешов – Катедра“ - Деканат „Жешов – Пулноц“ - Деканат „Жешов – Полудне“ - Деканат „Жешов – Фара“ - Деканат „Колбушова – Всхуд“ - Деканат „Колбушова – Захуд“ - Деканат „Нови Жмируд“ - Деканат „Ропчице“ - Деканат „Сенджишув Малополски“ | - Деканат „Соколув Малополски“ - Деканат „Стшижув“ - Деканат „Тичин“ - Деканат „Фрищак“ - Деканат „Чудец“ - Деканат „Ясло – Всхуд“ - Деканат „Ясло – Захуд“ |